# Emoia popei
Emoia popei este o specie de șopârle din genul Emoia, familia Scincidae, descrisă de Brown 1953.
Este endemică în Papua New Guinea. Conform Catalogue of Life specia Emoia popei nu are subspecii cunoscute.